# Dorfkirche Neuendorf (Brandenburg an der Havel)

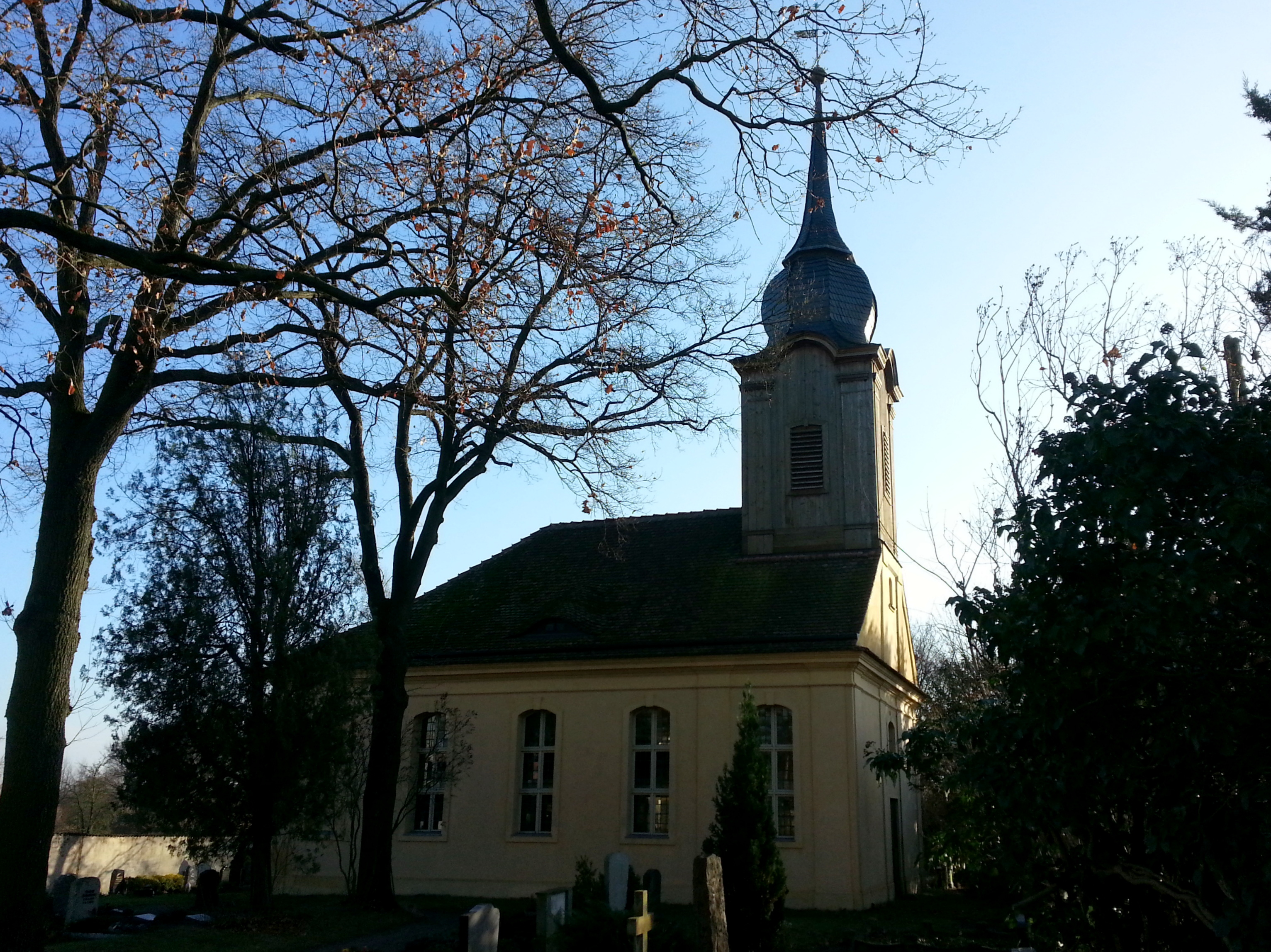
Die Dorfkirche Neundorf von Norden

Die evangelische Dorfkirche im zur Stadt Brandenburg an der Havel gehörenden Neuendorf ist eine Saalkirche im Stil des Barock. Sie befindet sich am Anger unweit der Brandenburger Niederhavel. Sie ist als Baudenkmal ausgewiesen.

## Geschichte
1286 wurde Neuendorf erstmals als Pfarrdorf beschrieben. Historisch war die Neuendorfer Kirche Filialkirche der Pfarrkirche St. Gotthardt in der Altstadt Brandenburg. Sie entstand im Jahr 1751. Im Jahr 1937 schlug in Blitz in den Turm ein, so dass eine Instandsetzung erforderlich war.

## Bauwerk

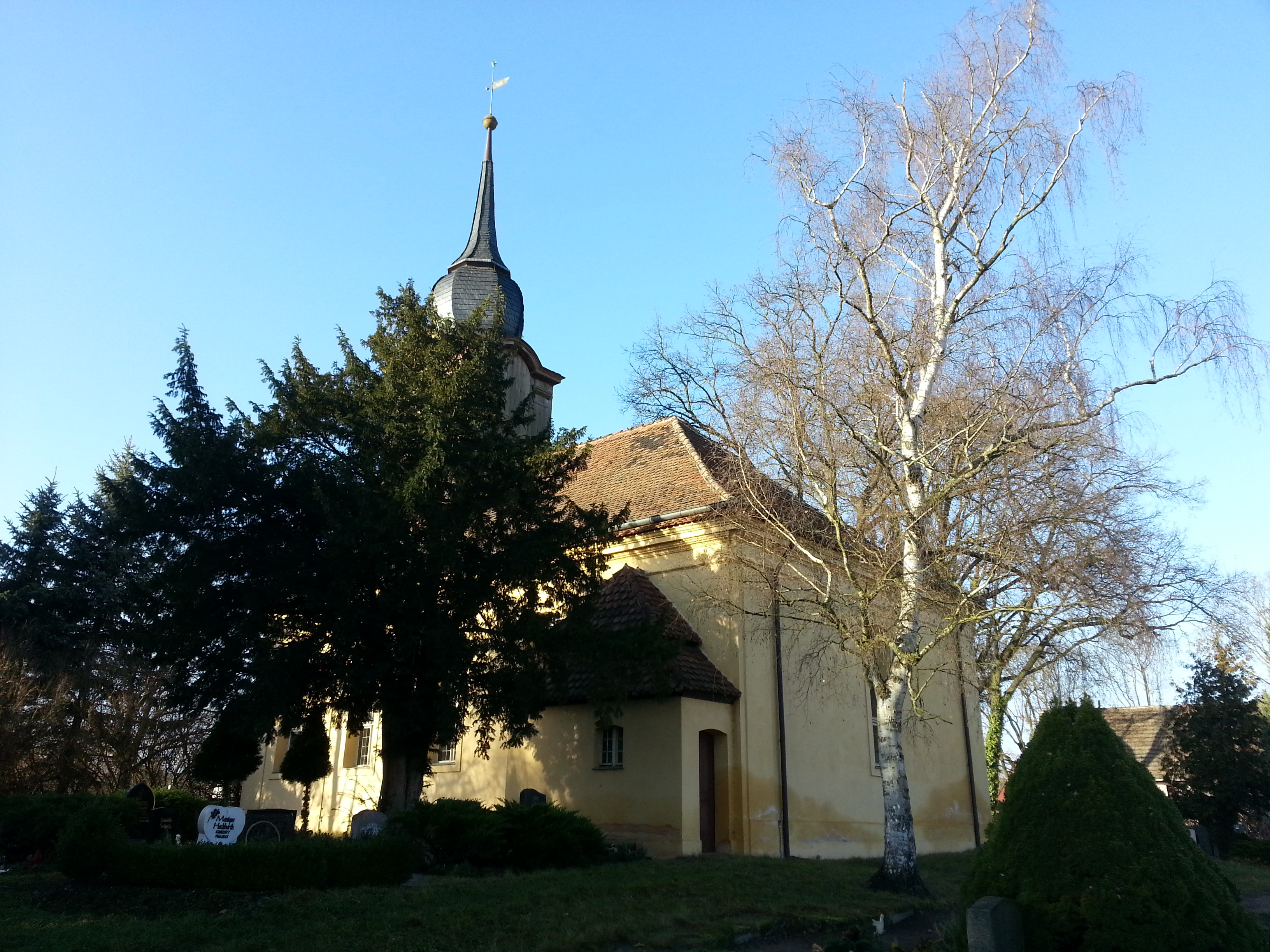
Ansicht von Südosten

Die heutige Dorfkirche ist eine barocke Saalkirche. Das Kirchenschiff ist verputzt mit gelbem Anstrich. Es hat einen kleinen Sockel im selben Putz und Anstrich. Das Westportal ist schlicht und einflügelig. Oberhalb dieses gibt es ein kleines segmentbogiges Fenster, welches glatt und leicht profiliert umrandet ist. Die Umrandung besitzt einen Schlussstein. Die äußeren laufen nicht um die Ecken. Auf der Nordseite wurden vier große segmentbogige, sechsgeteilte Sprossenfenster eingearbeitet. In diese wurden schlichte Bleiglasfenster (rechteckige Einzelglasscheiben) eingearbeitet. Umrandet sind die Fenster gleich dem über dem Westportal. Die Reihe aus vier Fenstern wird nach Osten durch ein gleich gestaltetes Blendfenster verlängert. Weitere Fenster befinden sich in der Ost- und Südwand. Am östlichen Ende der Südwand gibt es im Unterschied zur nördlichen Außenwand einen kleinen Anbau für die Sakristei mit Mansarddach, einer kleinen Tür nach Osten und einen kleinen Fenster nach Süden. Vertikale Schmuckelemente der äußeren Fassade sind mehrere Lisenen. In der Horizontalen schmückt ein mehrfach abgestuftes, umlaufendes Traufgesims. Das Dach ist mit Biberschwänze eingedeckt. Es ist nach Osten abgewalmt. Nach Norden gibt es eine Fledermausgaube. Eine Giebelwand im Westen geht kontinuierlich in den Kirchturm über. In der Giebelwand gibt es ein Fenster für den Treppenaufgang zum Turm. Weiterhin setzen sich in ihr seitlich des Westportals vorhandene Lisenen auch oberhalb des Traufgesims fort.
Der Kirchturm ist auffällig vollständig aus Holz gestaltet. Er besitzt einen quadratischen Grundriss, jeweils Ecklisenen und ebenfalls hölzerne Schallöffnungen für das Geläut. Überdacht ist er mit einer schiefergedeckten Schweifhaube, auf der sich zusätzlich ein Turmhelm befindet. Beide haben einen achteckigen Grundriss. Auf der Spitze des Helms ist eine Turmkugel und Wetterfahne aufgesetzt. Im Turm hängt eine kleine Glocke aus Bronze, die auf das Jahr 1456 datiert werden konnte. Sie trägt die Inschrift: Deus in nomine tuo salvum me fac (Gott, in deinem Namen mache mich heil!). Sie stammt vermutlich aus St. Gotthardt und kam nach dem Blitzeinschlag im 20. Jahrhundert als Dauerleihgabe in die Kirche. Im Frühjahr 2021 stellten Experten fest, dass die Aufhängung schadhaft geworden war. Die Glocke wurde demontiert, ihre Krone neu gegossen und auf die alte Glocke aufgeschweißt. Am 8. Juni 2022 konnte sie wieder im Turm montiert werden.